# Sultanato del Neged
Il sultanato del Neged (in arabo سلطنة نجد‎?, Salṭanat Najd) fu la seconda iterazione del terzo stato saudita, dal 1921 al 1926. Era una monarchia guidata dalla Dinastia di Saud. Questa versione del terzo stato saudita venne creata quando Abd al-Aziz ibn Saud, emiro di Riyadh, si dichiarò sultano sul Najd e sulle sue dipendenze. Nel dicembre 1925 il Regno dell'Hegiaz si arrese alle forze di Abd al-Aziz, che in seguito venne proclamato re dell'Hegiaz nel gennaio 1926 e unì i suoi domini al Regno dell'Hegiaz e del Neged.